# Georg Reimer (Maler)
Georg Friedrich Reimer (* 17. Mai 1828 in Leipzig; † 17. September 1866 in Berlin) war ein deutscher Genremaler der Düsseldorfer Schule.

## Leben

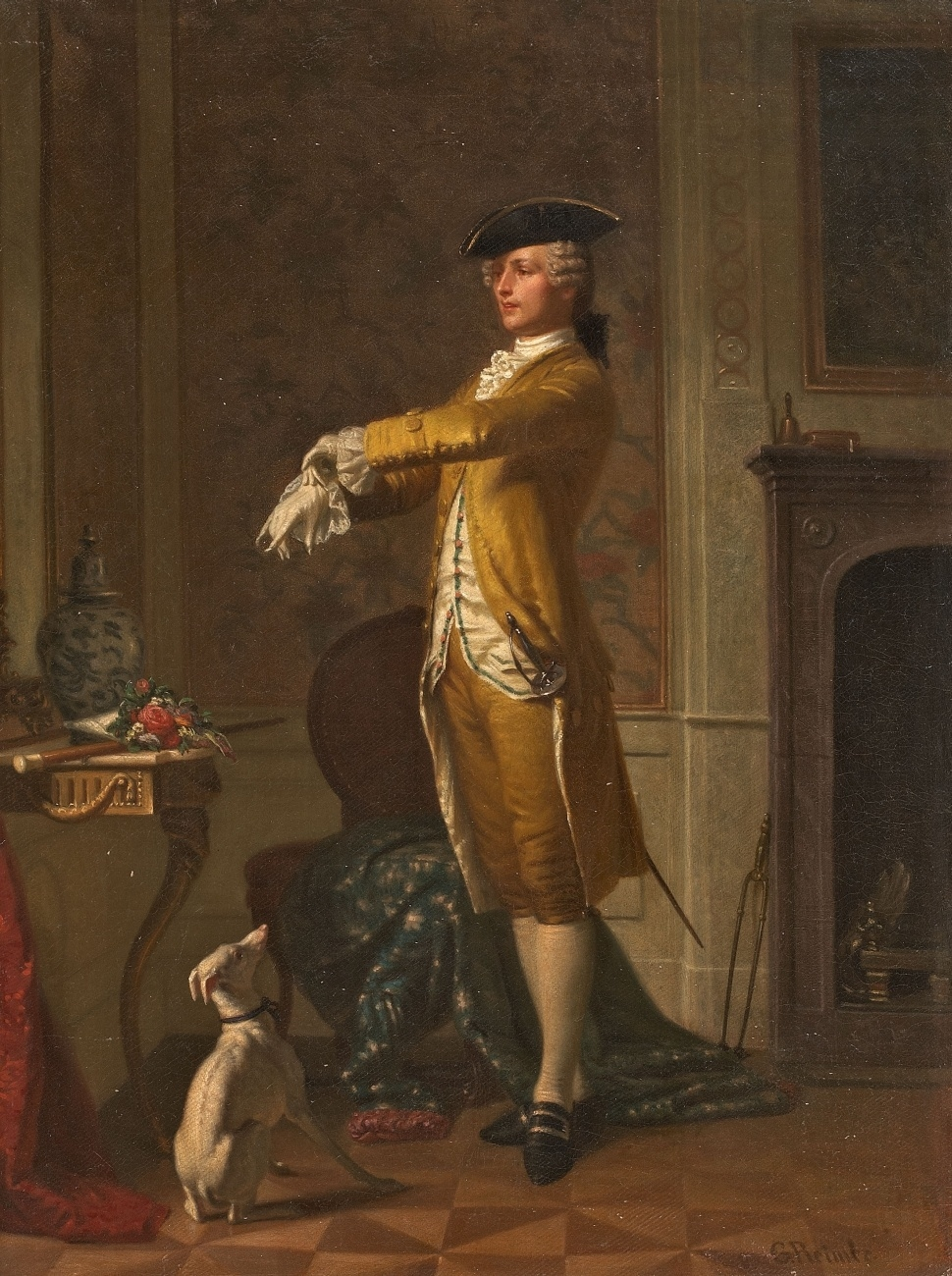
Junger Edelmann mit Hund

Reimer war der einzige Sohn des Buchhändlers Karl August Reimer (1801–1858) aus dessen erster Ehe mit Auguste, geborene Hörner (1805–1834). Sein Großvater und Namensgeber war der kunstsinnige Leipziger Verleger Georg Andreas Reimer. Seine Schwester Maria Auguste (1832–1907) heiratete 1854 den Historiker Theodor Mommsen.
Reimer wuchs in Leipzig auf. Eine künstlerische Ausbildung zum Maler erhielt er als Privatschüler von Rudolf Jordan in Düsseldorf, wo er eine Weile als Genremaler und Zeichner lebte. Auch wirkte er in Weimar und Wiesbaden. Schließlich ließ er sich in Berlin nieder. Seine Spezialität wurden Kabinettstücke mit galanten Szenen aus der Zeit des Rokoko (Neorokoko), die von der zeitgenössischen Kritik als geistreich rezipiert wurden.
Reimers Stiefmutter Johanna, geborene Winter (1817–1902), vermachte der Alten Nationalgalerie nach dem Tod ihres Stiefsohns aus dessen Nachlass das Gemälde Komplimente, das vermutlich auf der Berliner Akademie-Ausstellung 1860 unter dem Titel Vorzimmerszene gezeigt worden war und durch Daniel Chodowieckis Radierung Der Complimentir-Narr von 1783 inspiriert ist. Paul Klee griff das Motiv in seiner 1903 entstandenen Radierung Zwei Männer, einander in höherer Stellung vermutend, begegnen sich wieder auf.